# Virtual Console
Virtual Console (forkortet VC) er en del af Wii Shop Channel, en online-betjening, som tillader brugere at købe og downloade computerspil og andre software til Nintendos Wii. De spil, som kan købes, består af titler, som oprindeligt blev udgivet på tidligere spillekonsoller, og prisen varierer fra 500 til 1200 Wii Points, afhængig af system og værdi og/eller efterspørgsel.
| computerspil | Spire Denne computerspilsrelaterede artikel er en spire som bør udbygges. Du er velkommen til at hjælpe Wikipedia ved at udvide den. |